# George Buza
George Buza, född 6 januari 1949, är en amerikansk skådespelare.
Buza har bland annat spelat rösten till Beast i ett flertal animerade produktioner såsom i exempelvis TV-serierna X-Men '97 och X-Men.

## Filmografi (i urval)
- 1992–1997 – X-Men (TV-serie)
- 2024 – X-Men '97 (TV-serie)